# Parvipsitta
Parvipsitta es un género de aves psittaciformes perteneciente a la familia Psittaculidae. Sus dos miembros, que son nativos de Australia, anteriormente se clasificaban en el género Glossopsitta.

## Taxonomía
Las dos especies integrantes del género son:
- Parvipsitta pusilla (Shaw 1790) - lori carirrojo;
- Parvipsitta porphyrocephala (Dietrichsen 1837) - lori coronipúrpura.